# Лондондеррі Тауншип (округ Честер, Пенсільванія)
Лондондеррі Тауншип (англ. Londonderry Township) — селище (англ. township) в США, в окрузі Честер штату Пенсільванія. Населення — 2476 осіб (2020).

## Демографія
Згідно з переписом 2010 року, у селищі мешкало 2149 осіб у 759 домогосподарствах у складі 609 родин. Було 789 помешкань
Расовий склад населення:
| - 95,1 % — білих - 1,0 % — чорних або афроамериканців - 0,8 % — азіатів - 2,0 % — осіб інших рас |

До двох чи більше рас належало 1,0 %. Частка іспаномовних становила 6,2 % від усіх жителів.
За віковим діапазоном населення розподілялося таким чином: 24,9 % — особи молодші 18 років, 64,1 % — особи у віці 18—64 років, 11,0 % — особи у віці 65 років та старші. Медіана віку мешканця становила 40,1 року. На 100 осіб жіночої статі у селищі припадало 99,9 чоловіків;  на 100 жінок у віці від 18 років та старших — 100,6 чоловіків також старших 18 років.
Середній дохід на одне домашнє господарство  становив 104 830 доларів США (медіана — 81 875), а середній дохід на одну сім'ю — 120 002 долари (медіана — 102 292). Медіана доходів становила 65 208 доларів для чоловіків та 46 071 долар для жінок. За межею бідності перебувало 5,5 % осіб, у тому числі 0,6 % дітей у віці до 18 років та 15,8 % осіб у віці 65 років та старших.
Цивільне працевлаштоване населення становило 1267 осіб. Основні галузі зайнятості: освіта, охорона здоров'я та соціальна допомога — 27,5 %, науковці, спеціалісти, менеджери — 10,3 %, виробництво — 9,4 %, будівництво — 9,2 %.